# Burlach
Koordinaten: 50° 6′ 17,5″ N, 8° 27′ 26,7″ O
Burlach ist eine Wüstung auf dem Gebiet des heutigen Hofheim am Taunus. Sie liegt in der Nähe der K 786 2 km nordöstlich von Hofheim am Taunus.
Die urkundliche Ersterwähnung stammt aus dem Jahr 1301: Baldemar, Vizepleban von Hofheim, schenkt im Jahre 1301 einen Hof und die zugehörigen Äcker dem Kloster Arnsburg.
Urkundlich wurde der Ort unter verschiedenen Namen erwähnt:
- villae Burlachin (1301)
- Burlach (1426)
- Buerloch by dem Lindenborn (1487)
- Im bauerloch (1555)
- baureloch (1654)
- bauerloch (1654)

Der Name Burlach ist auf das mittelhochdeutsche „Bur“ für Bauer und „Lach“ für Loch oder sumpfige Stelle zurückzuführen. Heute verweist die Gemarkungsbezeichnung „Bauerlöcher Wiesen“ in Hofheim auf den ehemaligen Ort. Dies ist auch der einzige Hinweis auf die konkrete Lage des Ortes. Siedelungsfunde liegen nicht vor.
Nach Urkunden von 1294, 1301 und 1356 verfügten die Falkensteiner über die Dorfherrschaft. Im Reichskrieg gegen Philipp VI. von Falkenstein 1364/66 wurde Hofheim und auch Burlach von Kurmainz eingenommen.